# William Charles Lambe
William Charles Lambe, conegut com a Billy Lambe, (Londres, 1877 - St. Leonards-on-Sea, Hastings, agost de 1951) fou un futbolista i entrenador anglès de començaments de segle xx.

## Trajectòria
Havia jugat a futbol i criquet a Anglaterra als clubs Swanscome Tigers FC, Woolwich Arsenal i Tunbridge Wells Rangers. El gener de 1912 s'incorporà al FC Barcelona, ja veterà amb 35 anys. Jugava de mig centre i sembla que fou el primer estranger en cobrar un sou, ja que, a més, va actuar d'entrenador.